# هجوم داين الإلكتروني
هجوم داين الإلكتروني (بالإنجليزية: Dyn cyberattack)‏ هو عدة هجمات لحجب والحرمان من الخدمة، حدثت الهجمات في 21 أكتوبر 2016، واستهدفت نظام أسماء النطاقات (DNS) الخاص بالشبكات التي تديرها شركة داين، مما جعل العديد من المواقع والخدمات الموجودة على الإنترنت غير متاحة لعدد كبير من سكان أوروبا وأمريكا الشمالية.

## التوقيت الزمني وآثار هذه الهجمات
وفقا لشركة داين، بدأت هجمات الحرمان من الخدمة (DDoS) في الساعة 7:00 صباحًا (بتوقيت شرق الولايات المتحدة) وأجهضت قبيل الساعة 9:20 صباحًا، ومع ذلك فقد أبلغ عن هجوم ثان في 11:52 صباحًا. بدأ مستخدموا الإنترنت في الإبلاغ عن مشاكل في الوصول إلى المواقع. الهجوم الثالث بدأ في فترة ما بعد الظهر.

### المواقع المتضررة
المواقع المتضررة من الهجوم تشمل:
- إير بي إن بي [3]
- أمازون [2]
- أنسيستري.كوم
- إيه. في. كلوب [4]
- بي بي سي [5]
- بوسطن غلوب [3]
- Box [6]
- سي إن إن [5]
- كومكاست [7]
- تك كرانش [5]
- إلكترونيك آرتس [7]
- إتسي [3][8]
- جيني.كوم  [لغات أخرى]‏
- غيت هاب [3][7]
- Harry's
- هيروكو  [لغات أخرى]‏
- اتش بي او [5]
- أي هارت راديو [9][10]
- دوري الهوكي الوطني [5]
- نتفليكس [5]
- نيويورك تايمز [3][7]
- باي بال [8]
- بنترست [7][8]
- بلاي ستيشن نيتورك [7]
- ريديت [7][8][9]
- رون سكيب [9]
- شوبيفاي [3]
- ساوند كلاود [3][8]
- سكوير سبيس [5]
- سبوتيفاي [7][8][9]
- ستاربكس [9][10]
- ستوريفاي [6]
- تمبلر [7][9]
- تويتر [3][7][8][9]
- فيرايزون للاتصالات [7]
- فوكس ميديا [11]
- Wired [6]
- ويكس.كوم [12]
- يلب [5]

## التحقيقات في الحادث
وفقا لمصدر من البيت الأبيض فقد بدأت إدارة الأمن الوطني الأمريكية التحقيق في الهجمات. لم تعلن أي مجموعة من المتسللين مسؤوليتها. كبير محللي شركة داين قال في مقابلة إن الاعتداءات على خوادم الشركة كانت معقدة جدا وعلى عكس هجمات ال DDos الاعتيادية. قالت د. باربرا سيمونز، وهي عضوة في المجلس الاستشاري للجنة المساعدة للانتخابات الأمريكية، أن مثل هذه الهجمات يمكن أن تؤثر على التصويت الإلكتروني للعسكرين أو المدنيين في الخارج.